# Maria Gasparina di Sassonia-Altenburg
Principessa Maria Gasparina di Sassonia-Altenburg (Marie Gasparine Amalie Antoinette Karoline Elisabeth Luise; Monaco di Baviera, 28 giugno 1845 – Sondershausen, 5 luglio 1930) nata principessa di Sassonia-Altenburg, duchessa di Sassonia. Proveniva dalla vecchia dinastia dei Wettin, dalla linea ernestina. Attraverso il matrimonio con il principe Karl Günther ricevette il titolo di principessa di Schwarzburg-Sondershausen.

## Infanzia e gioventù
Maria Gasparina era una figlia più giovane del principe Edoardo di Sassonia-Altenburg (1804-1852), zio del duca Ernesto I e la sua seconda moglie, le della sua seconda moglie, la principessa Luisa di Reuss-Greiz (1822-1875), figlia dal principe Enrico XIX di Reuss-Greiz e della principessa Gasparina di Rohan-Rochefort. Come suo fratello, il principe Alberto (1843-1902), nacque a Monaco di Baviera nel palazzo di suo padre sulla Karlsstrasse.
Dal primo matrimonio di suo padre con la principessa Amalia di Hohenzollern-Sigmaringen (1815-1841), aveva due sorellastre, la principessa Teresa (1836-1914), andata in sposa al principe reale svedese Augusto, duca di Dalarna e la principessa Antonietta (1838-1908), che nel 1854 sposò il duca Federico I di Anhalt. I due fratellastri Luigi e Giovanni morirono durante la prima infanzia.
Maria Gasparina trascorse la prima parte della sua infanzia con i suoi genitori e tre fratelli a Monaco di Baviera, dove suo padre era vicino alla sua sorella preferita, Teresa, regina di Baviera, ed era di stanza come comandante dell'esercito bavarese. A quel tempo, la principessa coltivava relazioni amichevoli con il principe ereditario Ludwig, futuro re Ludovico II di Baviera ed i figli del futuro principe reggente Luitpold e le figlie degli ambasciatore d'Inghilterra e di Prussia Lady Milbank e la signorina von Bockelberg. Negli anni successivi la principessa Maria Gaspsarina ebbe stretti rapporti amichevoli anche con la principessa slesiana Carolina di Schoenaich-Carolath (1845-1896), con la contessa Matilde di Lippe e la principessa Federica di Hannover (1848-1926).
Dopo la morte prematura di suo padre nel 1852, la madre si trasferì con i figli per un po' alla corte reale del castello di Nymphenburg. Dopo il matrimonio della madre con il principe Enrico IV di Reuss-Köstritz (1821-1894), la famiglia spostò il centro della vita in Turingia nel paréage di Reuß-Köstritz. Da questo matrimonio nacquero Enrico XXIV di Reuss-Köstritz (1855-1910) ed Eleonora (1860-1917).
Dopo la cresima nel mese di aprile del 1860, la principessa fu inviata alla corte di suo cugino, nella capitale Altenburg. Nel suo soggiorno di nove anni, la dama di corte, la signora von Liederskron, era stata incaricata dell'istruzione. Gli interessi particolari della principessa Maria Gasparina erano la letteratura e la storia.
Prima che la principessa Maria Gasparina incontrasse il suo futuro marito, l'allora principe di Schwarzburg-Sondershausen, viaggiò molto in gioventù, accompagnando spesso le sue sorelle. I suoi parenti erano spesso visitati nelle residenze della Turingia, Eisenberg era una destinazione popolare, e Berlino e Weimar furono visitate più volte come luoghi dove lavoravano importanti poeti tedeschi. Durante i lunghi viaggi attraverso la campagna tedesca, soggiornò a Bad Kreuth e trascorse un po' di tempo nelle Alpi. Nel 1866 attraversarono i confini della Svizzera e soggiornarono nell'Oberland Bernese e a St. Moritz. Nel 1868 il principe di Hohenzollern invitò la principessa al Gymnasium Marienburg sul lago di Costanza e la famiglia reale bavarese la ricevette anche al castello di Hohenschwangau, nei pressi del castello di Neuschwanstein, in fase di costruzione in quel periodo.

## Matrimonio
Maria Gasparina fu considerata come potenziale consorte per Alberto Edoardo, Principe di Galles, il maggiore dei figli maschi ed erede della Regina Vittoria. Un giornale londinese ipotizzò (presumibilmente da "fonti autentiche") che le scelte del principe erano limitate a sette donne, che erano tutti di sufficiente sangue reale, seguaci di una religione protestante, della sua età o più giovani. Alcune altre delle candidate erano Elisabetta di Wied, la principessa Anna d'Assia e del Reno, la principessa Alessandra di Danimarca, e la principessa Principessa Alessandrina di Prussia. Maria Gasparina fu tuttavia eliminata da questo elenco, poiché fu considerata "vestita scioccamente e sempre con la sua antipatica madre". Il principe di Galles finì con lo sposare la principessa danese.
Nel marzo 1868 la principessa Marie incontrò per la prima volta il suo futuro marito, l'allora principe ereditario Karl Günther di Schwarzburg-Sondershausen (1830-1909) alla corte di Dessau. Il fidanzamento seguì poco dopo. Il matrimonio doveva svolgersi nell'agosto dello stesso anno, ma dovette essere rinviato all'anno successivo a causa del fatto che Maria Gasparina si era ammalata di difterite.
Il 12 giugno 1869, Maria Gasparina sposò Karl Günther nella chiesa del castello di Altenburg. Il pastore Hilbert officiò la cerimonia nuziale alla presenza, tra gli altri, del principe ereditario di Prussia e poi imperatore tedesco Federico III, del principe Enrico XXII di Reuss-Greiz, della granduchessa Alessandra, moglie del granduca Costantino di Russia e della principessa Luisa di Anhalt, nonché dei principi ereditari Federico e Antonietta di Anhalt, dei principe Leopoldo e Ugo di Schwarzburg-Sondershausen. Quindi seguì suo marito nel principato di Schwarzburg-Sondershausen.
Durante la guerra franco-prussiana del 1870-71, la principessa ereditaria Maria Gasparina mostrò un grande impegno per i feriti in guerra e gli ammalati. Fondò un'organizzazione di supporto che raccoglieva fondi per le mogli dei soldati in difficoltà e dei loro bambini, ce per i feriti, che, tra l'altro, producevano bende e si occupavano di "approvvigionamento di rinfreschi e tonico" per i soldati di Schwarzburg. Fondò anche un ospedale privato e sostenuto le diaconesse.

## Principessa di Schwarzburg-Sondershausen
Dopo la decisione del principe Günther Friedrich Carl II, che soffriva di una grave malattia agli occhi, di abdicare e consegnare gli affari di governo al figlio Karl Günther il 17 luglio 1880, Maria Gasparina fu elevata a principessa del piccolo stato della Turingia di Schwarzburg-Sondershausen. L'ingresso ufficiale e solenne della nuova coppia principesca nella capitale di Sondershausen fu celebrato il 4 settembre, in quanto i signori avevano già trascorso le loro vacanze estive a Gehren.
Oltre ai suoi doveri di principessa, Maria Gasparina, entusiasta della cultura e della storia, si interessava anche alla collezione storica di bambole "Mon plaisir" della principessa Augusta Dorotea di Schwarzburg (1666-1751), che all'epoca si trovavano nel castello di Gehren. All'epoca, tuttavia, la collezione era da tempo caduto nell'oblio. La principessa restaurò volentieri la collezione delle dettagliate ricostruzioni della vita di corte dei secoli XVII e XVIII, la ampliò e la rese nuovamente importante. Dal 1932 ad oggi, la città delle bambole è stata esposta nel Neues Palais ad Arnstadt.
Con la morte del marito, il ramo di Schwarzburg-Sondershausen si estinse in linea maschile, cosicché il principato e il titolo passarono al principe Günther Victor di Schwarzburg-Rudolstadt (1852-1925) nel 1909. Per Maria Gasparina, la sua corte era costituita da quella di una principessa vedova e soggiornò prevalentemente nei castelli di Sondershausen e Gehren. Dopo la fine della monarchia nel 1918 le fu concesso il diritto di vivere in un'ala della sua precedente residenza, che condivideva con il principe Günther Victor, che aveva abdicato, e da sua moglie, la principessa Anna Luisa (1871-1951).
Il 5 luglio 1930, la principessa vedova Maria Gasparina morì senza figli all'età di 85 anni nella Residenzschloss di Sondershausen nell'allora Repubblica di Weimar.. Fu sepolta nella cappella principesca della Trinitatiskirche.

## Titoli e trattamento
- 28 giugno 1845 – 12 giugno 1869: Sua Altezza Serenissima Principessa Maria Gasparina di Sassonia-Altenburg
- 12 giugno 1869 – 17 luglio 1880: Sua Altezza Serenissima La Principessa Ereditaria di Schwarzburg-Sondershausen
- 17 luglio 1880 – 28 marzo 1909: Sua Altezza Serenissima La Principessa di Schwarzburg-Sondershausen
- 28 marzo 1909 – 5 luglio 1930: Sua Altezza Serenissima La Principessa Vedova di Schwarzburg-Sondershausen

## Ascendenza
|                                           |                            |                                           | Genitori                                               |  |  | Nonni |  |  | Bisnonni                                        |  |  | Trisnonni                                      |  |
|                                           |                            |                                           |                                                        |  |  |       |  |  | Ernesto Federico III di Sassonia-Hildburghausen |  |  | Ernesto Federico II di Sassonia-Hildburghausen |  |
|                                           |                            |                                           |                                                        |  |  |       |  |  | Ernesto Federico III di Sassonia-Hildburghausen |  |  | Ernesto Federico II di Sassonia-Hildburghausen |  |
|                                           |                            | Carolina di Erbach-Fürstenau              |                                                        |  |  |       |  |  | Ernesto Federico III di Sassonia-Hildburghausen |  |  |                                                |  |
| Federico di Sassonia-Altenburg            |                            |                                           |                                                        |  |  |       |  |  | Ernesto Federico III di Sassonia-Hildburghausen |  |  |                                                |  |
|                                           |                            | Ernestina Augusta di Sassonia-Weimar      | Ernesto Augusto I di Sassonia-Weimar                   |  |  |       |  |  |                                                 |  |  |                                                |  |
|                                           |                            | Ernestina Augusta di Sassonia-Weimar      | Ernesto Augusto I di Sassonia-Weimar                   |  |  |       |  |  |                                                 |  |  |                                                |  |
|                                           |                            | Ernestina Augusta di Sassonia-Weimar      | Sofia Carlotta di Brandenburgo-Bayreuth                |  |  |       |  |  |                                                 |  |  |                                                |  |
| Edoardo di Sassonia-Altenburg             |                            | Ernestina Augusta di Sassonia-Weimar      |                                                        |  |  |       |  |  |                                                 |  |  |                                                |  |
|                                           |                            | Carlo II di Meclemburgo-Strelitz          | Carlo Ludovico Federico di Meclemburgo-Strelitz        |  |  |       |  |  |                                                 |  |  |                                                |  |
|                                           |                            | Carlo II di Meclemburgo-Strelitz          | Carlo Ludovico Federico di Meclemburgo-Strelitz        |  |  |       |  |  |                                                 |  |  |                                                |  |
|                                           |                            | Carlo II di Meclemburgo-Strelitz          | Elisabetta Albertina di Sassonia-Hildburghausen        |  |  |       |  |  |                                                 |  |  |                                                |  |
| Carlotta Giorgina di Meclemburgo-Strelitz |                            | Carlo II di Meclemburgo-Strelitz          |                                                        |  |  |       |  |  |                                                 |  |  |                                                |  |
|                                           |                            | Federica Carolina Luisa d'Assia-Darmstadt | Giorgio Guglielmo d'Assia-Darmstadt                    |  |  |       |  |  |                                                 |  |  |                                                |  |
|                                           |                            | Federica Carolina Luisa d'Assia-Darmstadt | Giorgio Guglielmo d'Assia-Darmstadt                    |  |  |       |  |  |                                                 |  |  |                                                |  |
|                                           |                            | Federica Carolina Luisa d'Assia-Darmstadt | Maria Luisa Albertina di Leiningen-Dagsburg-Falkenburg |  |  |       |  |  |                                                 |  |  |                                                |  |
| Maria Gasparina di Sassonia-Altenburg     |                            | Federica Carolina Luisa d'Assia-Darmstadt |                                                        |  |  |       |  |  |                                                 |  |  |                                                |  |
|                                           | Enrico XIII di Reuss-Greiz | Enrico XI di Reuss-Greiz                  |                                                        |  |  |       |  |  |                                                 |  |  |                                                |  |
|                                           | Enrico XIII di Reuss-Greiz | Enrico XI di Reuss-Greiz                  |                                                        |  |  |       |  |  |                                                 |  |  |                                                |  |
|                                           | Enrico XIII di Reuss-Greiz | Corradina di Reuss-Köstritz               |                                                        |  |  |       |  |  |                                                 |  |  |                                                |  |
| Enrico XIX di Reuss-Greiz                 | Enrico XIII di Reuss-Greiz |                                           |                                                        |  |  |       |  |  |                                                 |  |  |                                                |  |
|                                           |                            | Luisa di Nassau-Weilburg                  | Carlo Cristiano di Nassau-Weilburg                     |  |  |       |  |  |                                                 |  |  |                                                |  |
|                                           |                            | Luisa di Nassau-Weilburg                  | Carlo Cristiano di Nassau-Weilburg                     |  |  |       |  |  |                                                 |  |  |                                                |  |
|                                           |                            | Luisa di Nassau-Weilburg                  | Carolina d'Orange-Nassau                               |  |  |       |  |  |                                                 |  |  |                                                |  |
| Luisa di Reuss-Greiz                      |                            | Luisa di Nassau-Weilburg                  |                                                        |  |  |       |  |  |                                                 |  |  |                                                |  |
|                                           |                            | Charles Louis Gaspard de Rohan-Rochefort  | Charles Jules Armand de Rohan-Rochefort                |  |  |       |  |  |                                                 |  |  |                                                |  |
|                                           |                            | Charles Louis Gaspard de Rohan-Rochefort  | Charles Jules Armand de Rohan-Rochefort                |  |  |       |  |  |                                                 |  |  |                                                |  |
|                                           |                            | Charles Louis Gaspard de Rohan-Rochefort  | Marie-Henriette d'Orléans-Rothelin                     |  |  |       |  |  |                                                 |  |  |                                                |  |
| Gasparine de Rohan-Rochefort              |                            | Charles Louis Gaspard de Rohan-Rochefort  |                                                        |  |  |       |  |  |                                                 |  |  |                                                |  |
|                                           |                            | Marie Louise Joséphine de Rohan           | Henri Louis de Rohan-Guéméné                           |  |  |       |  |  |                                                 |  |  |                                                |  |
|                                           |                            | Marie Louise Joséphine de Rohan           | Henri Louis de Rohan-Guéméné                           |  |  |       |  |  |                                                 |  |  |                                                |  |
|                                           |                            | Marie Louise Joséphine de Rohan           | Victoire Armande Josèphe de Rohan-Soubise              |  |  |       |  |  |                                                 |  |  |                                                |  |
|                                           |                            | Marie Louise Joséphine de Rohan           |                                                        |  |  |       |  |  |                                                 |  |  |                                                |  |